# Sebastjan Komel
Sebastjan Komel, slovenski nogometaš, * 18. februar 1986, Šempeter pri Gorici.
Komel je nekdanji profesionalni nogometaš, ki je igral na položaju branilca. V svoji karieri je igral za slovenske klube Brda, Bela Krajina in Gorica, belgijska Brussels in Royal Antwerp, danski Randers, bolgarski Černo More ter italijanski Kras Repen. Skupno je v prvi slovenski ligi odigral 106 tekem in dosegel 7 golov. Bil je tudi član slovenske reprezentance do 15, 20 in 21 let. 